# Joseph van Veen

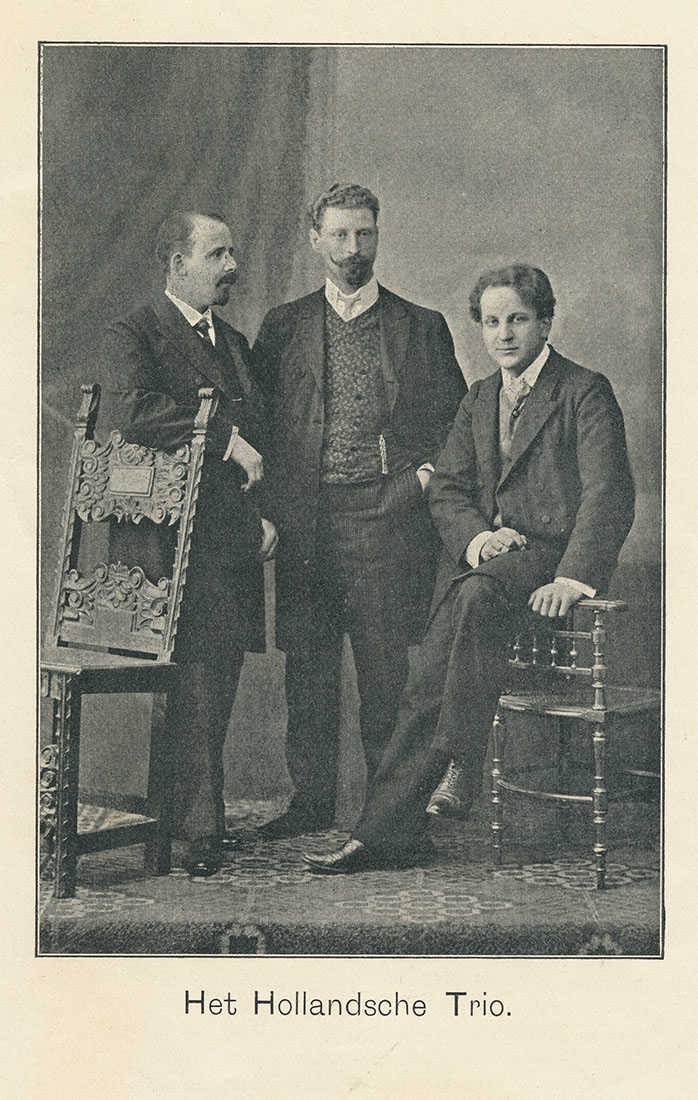
Coenraad V. Bos, Joseph van Veen en Jacques van Lier, Berlijn, 1906

Joseph Maurits van Veen was een Nederlands violist.

## Biografie
Van Veen kreeg zijn muzikale opleiding van A.J. Schnitzler in Rotterdam en vertrok daarna naar Berlijn om les te krijgen van Joseph Joachim. Samen met Coenraad V. Bos vormde hij daar een duo. Daarna voegde Jacques van Lier zich erbij en vormden ze het Hollandse Trio (Das Holländische Trio), dat rond 1900  furore maakte in met name Duitsland. Van Veen gaf les op het Klindworth-Scharwenka-conservatorium waar zijn medemuzikanten Coenraad Valentijn Bos (piano) en Jacques van Lier (cello) docent waren. Van Veen vormde samen met Willem Feltzer, Johan Ruinen en Van Lier het Hollands strijkkwartet.
Van Veen overleed in Auschwitz op 27 augustus 1943.

## Aan Van Veen opgedragen werken
Een drietal werken is aan hem opgedragen:
- de Nederlandse componist Johan Christoffer Rasch (componist.violist) schreef in 1935 zijn Ciacona für Violine solo/Ciacona für Violine mit Pianobegleitung met van Veen in gedachte;
- dezelfde componist schreef daartoe ook een inleiding (Adagio sul g.) voor van Veen;
- Christian Sinding : Pianotrio nr. 2 aan Bos, van Lier en van Veen.